# Herb gminy Rogowo (powiat żniński)

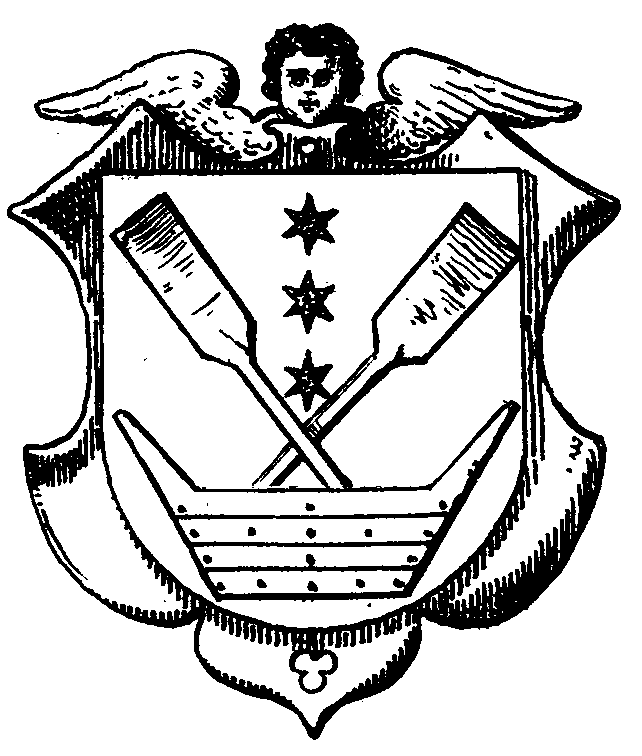
XIX-wieczny wizerunek rogowskiego herbu, pochodzący z herbarza miast Wielkiego Księstwa Poznańskiego autorstwa Friedricha Augusta Vossberga

Herb gminy Rogowo – jeden z symboli gminy Rogowo, ustanowiony 16 marca 2009.

## Wygląd i symbolika
Herb przedstawia na tarczy w polu czerwonym dwie złote łodzie, a ponad nimi dwa ukośnie skrzyżowane złote wiosła z piórami w górę oraz trzy gwiazdy srebrne pomiędzy wiosłami, po bokach i od góry. Jest to historyczny herb miasta Rogowo, używany przed 1870.

Herb miasta wyobraża łódź z dwoma na krzyż wiosłami, między któremi 3 gwiazdy; u szczytu tarczy skrzydlata głowa anioła.